# Federația Columbiană de Fotbal
Federația Columbiană de Fotbal (spaniolă Federación Colombiana de Fútbol) este corpul guvernator al fotbalului din Columbia. A fost fondat în anul 1924 și s-a afiliat la FIFA în anul 1936. Este membră CONMEBOL.